# ツナサラダ
ツナサラダ（英: tuna salad）は、加工されたマグロやカツオを使用したサラダである。多くの場合、水煮あるいは油漬けの缶詰（ツナ缶）が用いられ、マヨネーズと和えたツナマヨを用いるのが定番である。ピクルス、ゆで卵、セロリ、レリッシュ、タマネギ等が加えられることもある。これをパンに挟むとツナサンドイッチとなる。また、レタス、トマト、アボカド、クラッカー等に乗せて供されることもある。
ベルギーでは、生または缶詰のモモにツナサラダを詰めたピーチツナ（仏: pêches au thon、蘭: perziken met tonijn）という料理がある。
アメリカ合衆国では、カロリーを抑えるため、マヨネーズの代わりに潰したアボカドとレモンの搾り汁を用いて作ることもある。